# Цариградски договор (1881)
Вижте пояснителната страница за други значения на Цариградски договор.
Константинополският договор или още и Цариградският договор от 2 юли 1881 г. урежда частично териториалните спорове между Гърция и Турция след източната криза от 1875 – 1878 г. По време на Берлинския конгрес (юни 1878), Великите сили приканват Високата порта да отстъпи на Гърция земите до реките Каламас и Саламврия.
Проточването на гръцко-турските преговори води до размирици в граничните области Тесалия и Епир. Три години след конгреса двете страни постигат споразумение. Съгласно договора, сключен през лятото на 1881 г. в Константинопол (Цариград), Гърция получава почти цяла Тесалия и части от Епир (град Арта) – общо 13 000 km2. През 1897 г. Гърция започва война за завладяване на остатъка от Епир и Македония. 